# Haidhof (Gemeinde)
Haidhof war eine Gemeinde im Landkreis Bayreuth in Bayern und ist bis heute eine Gemarkung. Die Gemarkung Haidhof hat eine Fläche von 3,545 km². Sie ist in 847 Flurstücke aufgeteilt, die eine durchschnittliche Flurstücksfläche von 4185,19 m² haben. In ihr liegen die Gemeindeteile Althaidhof, Kotzmannsreuth, Letten (zum Teil), Neuhaidhof und Neuhaus.
Mit dem Gemeindeedikt (frühes 19. Jahrhundert) wurde der Steuerdistrikt Haidhof gebildet, zu dem Althaidhof, Kotzmannsreuth, Letten, Neuhaidhof und Neuhaus gehörten. Zugleich entstand die Ruralgemeinde Haidhof, die deckungsgleich mit dem Steuerdistrikt war. Sie unterstand in Verwaltung und Gerichtsbarkeit dem Landgericht Schnabelwaid. Im Rahmen der Gebietsreform in Bayern wurde die Gemeinde am 1. Mai 1978 in die Stadt Creußen eingegliedert.